# Вольф, Фридрих Август
Фридрих Август Вольф (нем. Friedrich August Wolf; 15 февраля 1759 года — 8 августа 1824 года) — немецкий филолог-классик, исследователь античности, профессор в Галле, автор книги «Пролегомены к Гомеру» («Prolegomena ad Homerum», 1795), поставившей перед учёными актуальный на протяжении двух последующих столетий так называемый гомеровский вопрос.

## Биография
Его основная мысль: поэмы Гомера «Илиада» и «Одиссея» произведения не одного автора, а множества рапсодов. К этому выводу Ф. А. Вольф пришел как путём анализа внутренней структуры поэм, так и изучая незадолго перед тем изданные схолии к «Илиаде». Учёный доказывал, что, судя по схолиям, у филологов эллинистического времени не было надежного текста Гомера. Кроме того, по мнению Вольфа, ряд античных источников свидетельствует о том, что первая запись разрозненных гомеровских поэм произошла в Афинах в VI веке.
«Пролегомены к Гомеру» принесли Вольфу общеевропейскую известность.
Вольф был первым студентом, записавшимся в университет на «факультет филологии», при том что такого факультета тогда вообще не существовало. Именно он основал в 1787 году в Галле первый филологический семинар, должность профессора в тамошнем университете он получил благодаря поддержке Гейне. Указывают, что Вольфу принадлежит формулировка идеи о филологии, как всеобъемлющем знании об античной эпохе. См. также.

## Другие труды Вольфа
- «Briefe an Heyne»,
- «Beilage zu den neuesten Untersuchung uber Homer»,
- «Geschichte der romisch. Literatur»,
- «Vorles. uber die Altherthums-Wissenschaft».